# Öster-Rotsjön, Jämtland
Öster-Rotsjön är en sjö i Bräcke kommun i Jämtland och ingår i Ljungans huvudavrinningsområde. Sjön är 14,6 meter djup, har en yta på 0,912 kvadratkilometer och befinner sig 361 meter över havet. Sjön avvattnas av vattendraget Rotån.

## Delavrinningsområde
Öster-Rotsjön ingår i det delavrinningsområde (697998-150335) som SMHI kallar för Utloppet av Östra Rotsjön. Medelhöjden är 409 meter över havet och ytan är 9,99 kvadratkilometer. Det finns inga avrinningsområden uppströms utan avrinningsområdet är högsta punkten. Rotån som avvattnar avrinningsområdet har biflödesordning 3, vilket innebär att vattnet flödar genom totalt 3 vattendrag innan det når havet efter 153 kilometer. Avrinningsområdet består mestadels av skog (77 procent). Avrinningsområdet har 0,96 kvadratkilometer vattenytor vilket ger det en sjöprocent på 9,6 procent.